# Hamdara
Hamdara est une localité et une commune rurale du Niger, département de Mirriah, région de Zinder.

## Géographie
La localité de Hamdara est située sur la route nationale 1 à 40 km à l'est du chef-lieu départemental Mirriah. 
| Zermou  | Guidimouni |            |
| Mirriah | Hamdara    | Guidimouni |
|         | Wacha      |            |

## Histoire
La commune rurale de Hamdara instaurée en 2002, est issue du canton de Kissambana-Hamdara.

## Population
Lors du recensement général de 2012, la population communale est relevée à 39 574 habitants, dont 1 449 habitants pour la localité principale.

## Localités
La commune s'étend sur 37 villages et 75 hameaux au centre-est  du département de Mirriah.

## Services et infrastructures
- Centre de Santé Intégré (CSI) à Hamdara, Kissambana Yérima[5].
- Collège d'enseignement général (CEG) à Hamdara.
- Centre de formation des métiers (CFM) à Hamdara.